# تریسی گاهان
تریسی گاهان (انگلیسی: Tracy Gahan؛ زادهٔ ۱۸ ژوئیهٔ ۱۹۸۰) بازیکن بسکتبال اهل ایالات متحده آمریکا است.